# 4. Федис
4. Федис је одржан 7. и 8. октобра 2014. године у Културном центру Чукарица. Фестивал је отворио редитељ Мирослав Лекић, прошлогодишњи добитник Златне антене за режију.

## Номинације
На Фестивалу домаћих играних серија су учествовале телевизијске серије које су премијерно емитоване у сезони 2013 / 2014. Такође су учествовали и глумачки парови, глумице и глумци из истих серија. Добитнике награде Златна антена за најпопуларнију телевизијску серију и за њихове актере бирају читаоци листа Прес.
| Телевизијске серије |
| --- |
| - Равна гора - Војна академија - Синђелићи - Фолк - Одељење - Мио&Драг - Монтевидео, видимо се! - Самац у браку - Отворена врата - Европа бре - Државни посао - Мала историја Србије - Надреална телевизија |

## Програм
На фестивалу су учествовале телевизијске серије које су премијерно емитоване у сезони 2013 / 2014. године.
На фестивалу је приказан Времеплов, који се састоји из инсерта најзначајнијих телевизијских серија, емитованих седамдесетих година: Камионџије, Позориште у кући, Грађани села Луга, У регистратури, Невен, Отписани и друге...

## Награде
Златна антена за најпопуларнију телевизијску серију и њихове актере
- Златна антена за најпопуларнију телевизијску серију припала је серији „Монтевидео, видимо се!“
- Награду за најбољи глумачки пар добили су Софија Рајовић за улогу Иване и Бојан Перић за улогу Данијела Стошића у другој сезони телевизијске серије Војна академија.
- Најпопуларнија глумица - Наташа Нинковић за улогу Љубинке Анђелковић у серији Фолк
- Најпопуларнији глумац - Небојша Глоговац за улогу Драгољуба Михаиловића у серији Равна гора

Златна антена за најупечатљивији рад
- Сценарио - Драган Бјелогрлић и Ранко Божић за телевизијску серију Монтевидео, видимо се!
- Режија - Дејан Зечевић за телевизијску серију Војна академија (друга сезона)
- Камера - Предраг Јочић за телевизијску серију Равна гора
- Монтажа - Милена Предојевић и Лазар Предојев за телевизијску серију Фолк, 2. сезона)
- Костим - Драгица Лаушевић за телевизијску серију Монтевидео, видимо се!
- Музика - Роберт Пешут Магнифико за телевизијску серију Монтевидео, видимо се!

Повеља за запажену женску и мушку улогу у домаћој серији
- Борис Исаковић и Јасна Ђуричић - Фолк, (2. сезона),
- Милош Тимотијевић и Јелица Сретеновић - Војна академија, (2. сезона),
- Анита Манчић и Бојан Димитријевић - Монтевидео, видимо се!
- Лазар Ристовски и Јелена Мила - Равна гора
- Бранислав Трифуновић и Дара Џокић - Одумирање
- Марко Гверо и Данијела Тасковић - Надреална телевизија
- Милена Васић - Мала историја Србије
- Димитрије Бањац - Државни посао

специјалне награде
- Специјалне награде Златна антена за свеукупан допринос домаћој ТВ продукцији додељене су редитељу Зорану Симјановићу и глумцу Милану Ланету Гутовићу.
- Специјална награда Златна антена додељена је Контраст студију за најгледанију ТВ серију Равна гора на основу званичног статистичког мерења агенције АГБ Нилсен.
- Властимир Ђуза Стојиљковић за целокупни допринос телевизијској продукцији

Повеља за унапређење телевизијске игране форме
- Ненад Јанковић – Надреална телевизија
- Југ Радивојевић – Мала историја Србије
- Стојче Столески – Државни посао

Повеље за запажене улоге у старим домаћим серијама
- Божидар Стошић – Дипломци
- Ева Рас – Љубав на сеоски начин
- Горан Султановић – Грађани села Луга
- Љиљана Лашић – Позориште у кући